# دیشگدوگی (خداآفرین)
دیشگدوگی یکی از روستاهای استان آذربایجان شرقی است که در دهستان دیزمار شرقی بخش منجوان شهرستان خداآفرین واقع شده‌است.